# Long Branch (New Jersey)
Pour les articles homonymes, voir Long Branch.
Long Branch est une ville du comté de Monmouth, New Jersey, États-Unis dont la population était de 31 340 habitants lors du recensement de 2000.
Station balnéaire, elle fut visitée par les présidents des États-Unis Chester Arthur, James Garfield, Ulysses Grant, Benjamin Harrison, Rutherford Hayes, William McKinley et Woodrow Wilson.
Il s'agit de la ville natale des écrivains Dorothy Parker (1893-1967) et Norman Mailer (1923-2007), du chanteur Bruce Springsteen « The Boss » (né en 1949), du pianiste américain Julius Katchen (né le 15 août 1926 et mort le 29 avril 1969 à Paris) ainsi que de l'acteur Jeff Anderson (né en 1970), révélé par Clerks, les employés modèles de Kevin Smith (1994). L'homme politique Norman Tanzman (1918-2004) .y est mort.